# 卡韦萨斯德尔维利亚尔
卡韦萨斯-德尔维利亚尔，是西班牙卡斯蒂利亚-莱昂阿维拉省的一个市镇。 总面积110km2, 总人口455人（2001年），人口密度4人/km2。